# مارتین فان خنخدن

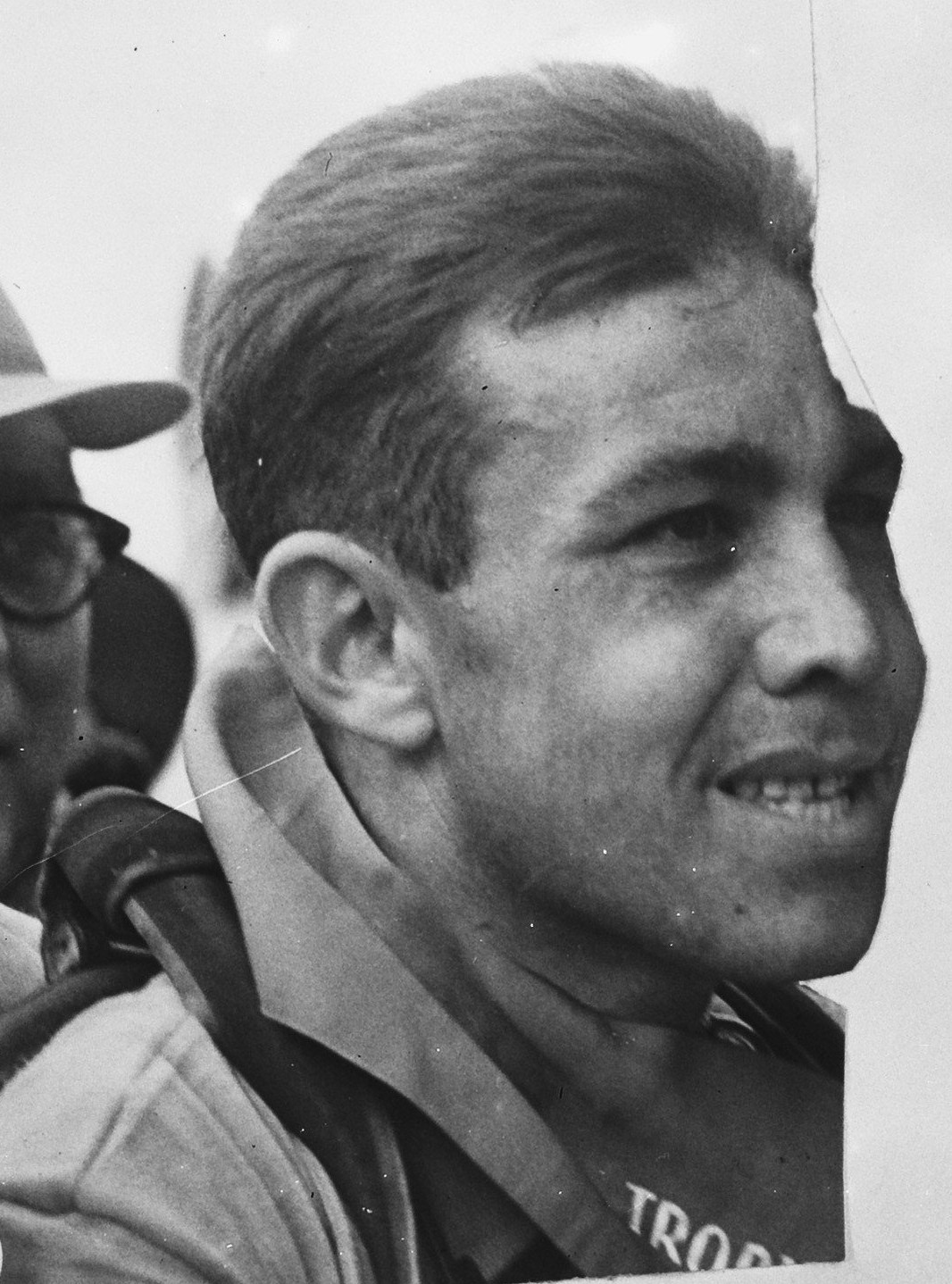
مارتین فان خنخدن در سال ۱۹۵۸

مارتین فان خنخدن (انگلیسی: Martin Van Geneugden; ۲۱ ژانویهٔ ۱۹۳۲ – ۶ ژوئیهٔ ۲۰۱۴) دوچرخه‌سوار اهل بلژیک بود.